# Dancu
Dancu è un comune della Moldavia situato nel distretto di Hîncești di 1.605 abitanti al censimento del 2004